# Vojtěch Kovář
Vojín Vojtěch Kovář (26. listopadu 1885 Čepinec u Žinkov – 29. května 1918 Rumburk) byl voják rakouské císařské armády českého původu, civilním povoláním pomocný zahradník, který spolu se Stankem Vodičkou a Františkem Nohou stanul ve vedení tzv. Rumburské vzpoury. Po jejím potlačení byl o osm dnů později s dalšími odsouzen vojenským soudem a popraven.

## Život

### Mládí
Narodil se v obci Čepinec, pozdější součásti městyse Žinkovy na Plzeňsku. Vyučil se pomocným zahradníkem.

### Vstup do armády
Se začátkem první světové války narukoval do rakouské armády, se kterým se přesunul k bojovému nasazení na východní frontu, přičemž patřil mezi pacifisticky naladěné vojáky.
Na jaře 1918 byl převelen do severočeského Rumburku, kde byl zařazen k 7. četě III. náhradní setniny složené především z vojáků z Plzeňska a tzv. hajmkamrů (mužů, kteří se vrátili z fronty, často z ruského zajetí a často již pod vlivem myšlenek bolševismu). Tito muži těžce snášeli nuzné podmínky v armádě, kterou nebrali za svou, a které se nijak výrazně od zajetí nelišily a nadále se zhoršovaly.

### Rumburská vzpoura
V pondělí 20. května přišel k jednotce rozkaz o snížení dávek chleba na polovinu (denní příděl dvanáctiny veky) a zároveň rozkaz o odvelení hajmkamrů zpět na frontu. 65 vojáků III. náhradní setniny pod vedením Františka Nohy na to zareagovalo příchodem na ranní nástup na dvoře místních kasáren s nabitými zbraněmi. Kovář se záhy přidal jako jedna z vedoucích postav akce. Následně se vzbouřenci zmocnili velitelství celé rumburské posádky, kde se náhodou nacházel desátník-aspirant Stanislav Stanko Vodička, který sem přišel žádat o dovolenou. Vodička se k nim na základě nastalé situace a svých postojů rozhodl přidat, čímž se ve své aspirantské pozici stal de facto jediným důstojníkem, který se ke vzbouřencům připojil. Spolu s Kovářem tak František Noha a Stanko Vodička tvořili ústřední trojici velící povstání. Františka Nohu lze přímo označit za iniciátora a organizátora celé operace, do které Vodička vnesl rozměr boje za myšlenku české nezávislosti.
Bylo rozhodnuto, že zatímco část revoltujícího pluku obsadí Rumburk, Stanko Vodička a František Noha povedou oddíl, který v nedalekém Horním Jindřichově měl pro vzpouru získat mužstvo zde umístěné kulometné setniny. Spoléhali též, že se ke vzpouře připojí také vojáci královéhradeckého 18. pěšího pluku umístěného v České Lípě a povstání se nadále zvrhne v revoluci v celých Čechách. Povstalcům se podařilo obsadit Hajmu (pozdější Nový Bor), následně však stihl dorazit 18. pěší pluk a město obklíčil. Obě skupiny se k sobě přiblížily pod Chotovickým vrchem, Stanko Vodička vyrazil k loajálním oddílům s bílým šátkem, namísto vyjednávání byla však zahájena střelba. Řada vzbouřenců se před několikanásobnou přesilou dala na útěk, samotný Vodička měl pak při pohledu na hroutící se povstání své druhy k zastavení palby, aby se zabránilo zbytečným obětem, a spolu s nimi se pak dobrovolně vzdal. Mezi dalšími byl později zadržen i František Noha.

### Soud a poprava

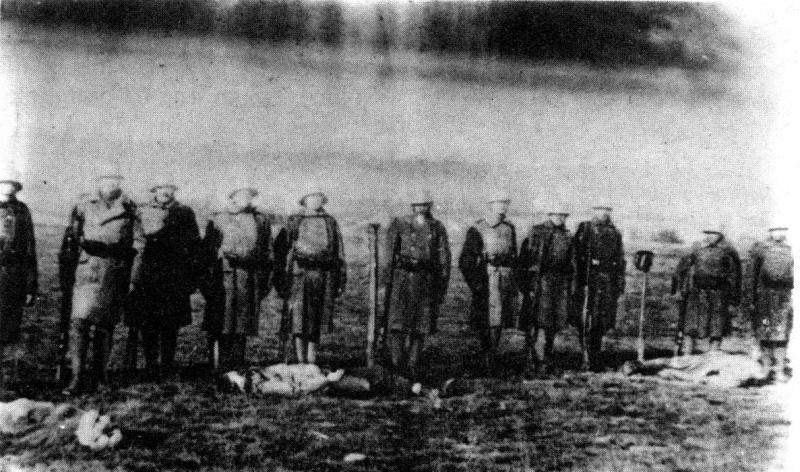
Poprava Stanko Vodičky, Františka Nohy a Vojtěcha Kováře

Vojenský soud v Rumburku určil Stanislava Vodičku, Františka Nohu a Vojtěcha Kováře za hlavní vůdce vzpoury. Dne 29. května 1918 v časných ranních hodinách byli na sportovním hřišti u místního hřbitova všichni tři zastřeleni. Vodička před popravou odmítl pásku přes oči se slovy, že ví, co udělal a proč to udělal. Popravu vykonali vojáci ze salcburského 59. pěšího regimentu, ostatky zastřelených byly uloženy na novoborském vojenském hřbitově.

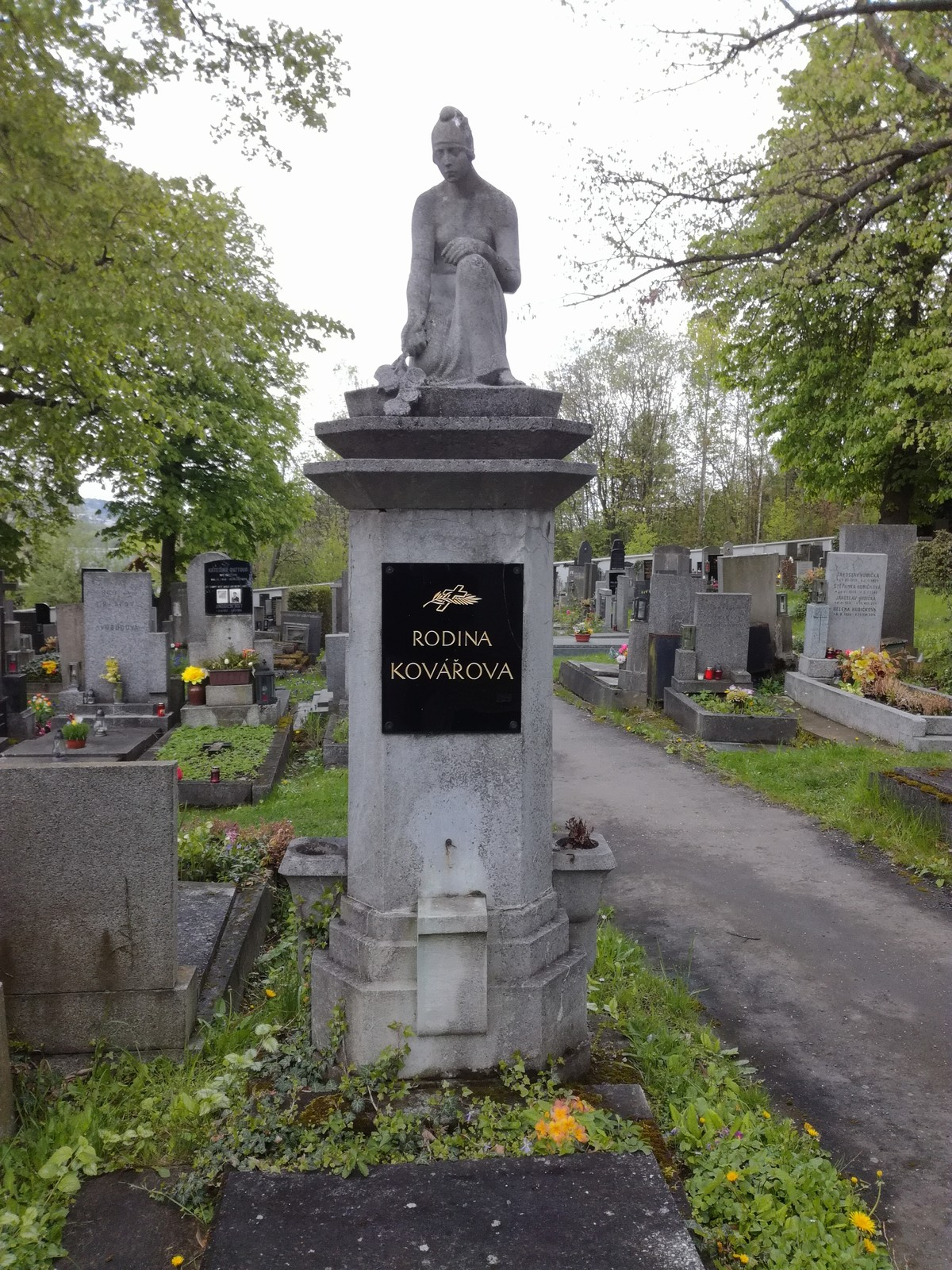
Hrob rodiny Vojtěcha Kováře na Košířském hřbitově v Praze

Stanným soudem v Rumburku a Novém Boru byli k trestu smrti odsouzeni také Jakub Bernard, Jiří Kovářík, Jakub Nejdl, František Pour, Jan Pelnář, Antonín Šťastný a Jindřich Švehla; ti byli popraveni zastřelením 29. května večer. Dalších přibližně 700 účastníků akce bylo buď posláno na frontu, nebo uvězněno v terezínské pevnosti.

### Po vzniku Československa
Po vyhlášení samostatného Československa 28. října 1918 byli uvěznění vzbouřenci propuštěni a popravení začali být připomínáni jako národní hrdinové. Těla popravených byla exhumována a pohřbena v důstojných hrobech na jiných místech. Vojtěch Kovář byl uložen do umělecky zpracovaného rodinného hrobu na Košířském hřbitově v Praze.

### V umění
Roku 1928 vznikla jako připomínka desátého výročí vzpoury divadelní hra Stanko Vodička, vůdce rumburských rebelů od herečky a ředitelky kladenského divadla Božy Vodičkové-Olšovské, kde se postava Vojtěcha Kováře také objevuje. Václav Kaplický se v roce 1957 věnoval tomuto tématu v knize Rumburské povídky. Roku 1964 byl na motivy Rumburské vzpoury natočen film Hvězda zvaná Pelyněk režiséra Martina Friče a scenáristy Jiřího Procházky.
V Rumburku po něm byla pojmenována ulice, Vojtěcha Kováře.